# Lucius Verginius
Lucius Verginius est un homme politique romain et militaire. 
Centurion plébéien dans l'armée romaine, il est le père de Virginie, qu"il tue en 449 avant J.-C., pour l'empêcher de tomber entre les mains du décemvir Appius Claudius.
L'histoire de Virginie provoque la chute des décemvirs, à la suite de laquelle la république est rétablie, et avec elle l'institution des tribuns de la plèbe. Lucius Verginius est élu tribun.